# Cotoneaster microphylla
Cotoneaster microphylla är en rosväxtart som beskrevs av Nathaniel Wallich och John Lindley. Cotoneaster microphylla ingår i släktet oxbär, och familjen rosväxter. Utöver nominatformen finns också underarten C. m. thymifolius.